# Cantone di Isle-Loue-Auvézère
Il Cantone di Isle-Loue-Auvézère è una divisione amministrativa dell'arrondissement di Périgueux e dell'arrondissement di Nontron.
È stato costituito a seguito della riforma approvata con decreto del 21 febbraio 2014, che ha avuto attuazione dopo le elezioni dipartimentali del 2015.

## Composizione
Comprende i seguenti 31 comuni:
- Angoisse
- Anlhiac
- La Boissière-d'Ans
- Brouchaud
- Cherveix-Cubas
- Clermont-d'Excideuil
- Coulaures
- Cubjac
- Dussac
- Excideuil
- Génis
- Lanouaille
- Mayac
- Payzac
- Preyssac-d'Excideuil
- Saint-Cyr-les-Champagnes
- Saint-Germain-des-Prés
- Saint-Jory-las-Bloux
- Saint-Martial-d'Albarède
- Saint-Médard-d'Excideuil
- Saint-Mesmin
- Saint-Pantaly-d'Ans
- Saint-Pantaly-d'Excideuil
- Saint-Raphaël
- Saint-Sulpice-d'Excideuil
- Saint-Vincent-sur-l'Isle
- Salagnac
- Sarlande
- Sarrazac
- Savignac-Lédrier
- Savignac-les-Églises